# 貝克 (明尼蘇達州)
貝克（英語：Becker）是一個位於美國明尼蘇達州舍本縣的城市。

## 歷史
貝克於1867年成立，1870年設立營運至今的郵局。貝克得名自明尼蘇達州立法委員喬治·盧米斯·貝克。

## 人口
根據2020年美國人口普查的數據，貝克的面積為31.75平方千米，當中陸地面積為30.22平方千米，而水域面積為1.53平方千米。當地共有人口4877人，而人口密度為每平方千米154人。